# دانشجو (فیلم ۱۹۷۶)
دانشجو (ایتالیایی: Le seminariste) یک فیلم کمدی سکسی سبک ایتالیایی به کارگردانی گوئیدو لئونی است که در سال ۱۹۷۶ منتشر شد. فیلمبرداری در لچه و در برخی مکان‌ها در سالنتو انجام شد.

## گزیدهٔ بازیگران
- گیزلا هان
- پائولا تدسکو
- گاستونه پسکوچی
- راف بالتاساره
- کارلو کوروکولو
- کارلو جوفره
- گلوریا پیه‌دیمونته
- دینو کاسیو
- رناتو رومانو